# 贯

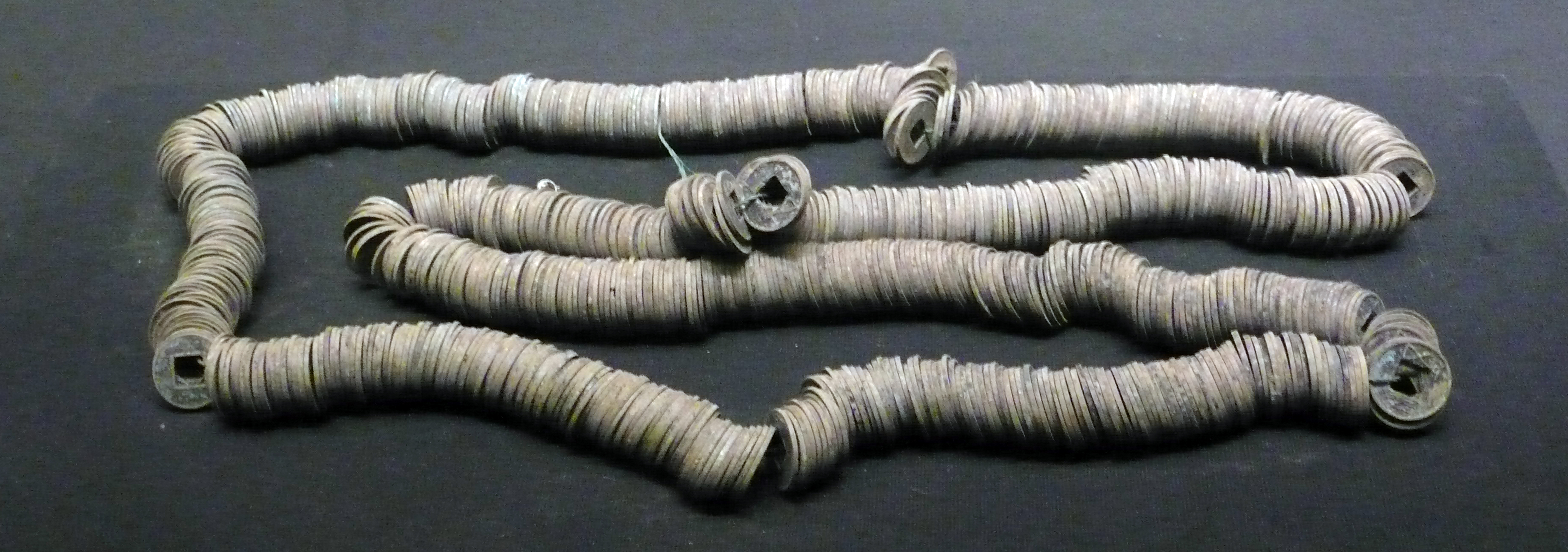
西汉海昏侯国遗址出土，五铢钱一贯。

贯，又称缗，是東亞古代度量衡的一种質量及货币单位，中國唐朝之前已經出現。一枚铜制铸币（方孔钱）为一文，一千文用绳子从中间的孔裏穿起来，称为一贯或一吊。在中國用作質量單位時，主要是計算貨幣的質量，較少涉及其他事物，但傳到日本後，除了是貨幣單位和計算貨幣質量外，還用作計算重量的度量衡（一貫等於100兩，大約為3.75公斤，舊時用來計算體重，現時則多為計算大體積物品的重量，例如刨冰用的冰塊），亦可當作計算握壽司的量詞。
明朝洪武年间开始发行的纸币大明宝钞，其面值之一也叫“一贯”。开始是相当于一千文。不过后来由于贬值，最低降到价值一文左右。
历史上，铜钱的购买力由其和黃金、白银等貴金屬的兑换价决定，例如：
- 据《三朝北盟會編》载北宋靖康元年（1126年）1两金兑20贯，1两银兑1.5贯。岳珂的《金陀续编》载南宋绍兴四年（1134年），1两金兑30贯，1两银兑2.3贯。
- 清朝从顺治到康熙时候都试图将兑换价稳定在1两银=1贯。道光年间，由于进口鸦片和后来的鸦片战争，白銀漲價，約是1两银兑2贯左右[1]。